# Елисов, Борис Кузьмич
Бори́с Кузьми́ч Е́лисов (28 июля 1926 год — 5 июня 1989 год) — советский деятель органов внутренних дел, генерал-полковник внутренней службы (29.10.1984), участник Великой Отечественной войны.
Заместитель министра внутренних дел СССР (1980—1989).

…Участие общественности, населения в борьбе с преступностью вытекает из самой природы государства независимо от её строя. Милиция должна это учитывать и использовать в своей деятельности, и постоянно искать новые формы взаимодействия с общественными организациями
— Б. К. Елисов

## Биография
Родился 28 июля 1926 года в селе Благодарном (ныне город Благодарный). Отец, Елисов Кузьма Иванович, работал начальником милиции в селе Благодарном. В 1942 году добровольцем ушёл на фронт. По воспоминаниям однополчанина Я.М Кадыкова, Кузьма Иванович погиб 10 июня 1942 года при защите города Севастополя от осколков вражеских снарядов. Мать, Галина Александровна, домохозяйка, Зинаида, старшая сестра, принимала активное участие в партизанском отряде «Максим», который в годы войны действовал в Благодарненском и других районах Ставрополья.

## Великая Отечественная война
В родном селе Елисов получил среднее образование. Учился на хорошо и отлично, особая тяга была к истории и математике. Летом 1943 года с. Благодарное было освобождено от фашистов, Борис Кузьмич стал работать в местной тюрьме пожарным. С целью уйти на фронт он приписал себе год. В военкомате ему поверили, поскольку он выглядел значительно старше своих лет. В феврале 1944 года Елисов начал службу в РККА. Проходил обучение в Майкопской школе снайперов, после её окончания был направлен в 45-ю армию. Воевал на 1-м Белорусском фронте в пехоте, в разведке. Впоследствии был назначен командиром отделения разведки 172-го гвардейского артиллерийского полка 79-й гвардейской стрелковой дивизии. Участвовал в освобождении Варшавы и штурме Берлина.
За мужество и отвагу был представлен к Ордену Славы III степени.
Из представления к награде:

В боях за овладение поселком Зоксельдорф 17 апреля 1945 года товарищ Елисов, находясь впереди переднего края, обнаружил скопление противника и замаскированный станковый пулемет. Пробравшись по -пластунски поближе Елисов гранатой уничтожил расчет, а сам, сев за пулемет, рассеял скопление пехоты, уничтожив при этом 14 человек гитлеровцев.

Елисов был дважды ранен, при этом второй раз, при штурме Берлина, 29 апреля 1945 года, осколками фаустпатрона. Чудом остался жив, стоял вопрос об ампутации обеих ног. Спасло крепкое здоровье и профессионализм врачей. Более 6 месяцев находился на лечении в госпитале, несколько осколков от фаустпатрона пожизненно остались у него в ногах, периодически напоминая ему о тяжелых годах войны. В 1946 году Елисов демобилизовался в звании старший сержант.

## Служба в МВД

### Служба на Ставрополье, учеба
После демобилизации Борис Кузьмич вернулся в родное село. Елисов пошёл служить в милицию по стопам отца. Он был назначен на должность начальника паспортного стола. В 1946 году женился на своей бывшей однокласснице Шейкиной Таисии Потаповне, с которой прожил до конца своих дней. Она была ему верной спутницей и в радости, и в тяжелых испытаниях. От совместной жизни у них родилось двое детей. В 1948 году его как одного из лучших и перспективных сотрудников направляют на учёбу в Ленинградскую школу политработников, которую он в 1950 году с отличием заканчивает. По окончании школы работает:
с 1950 по 1955 г.г. заместитель начальника политотдела УООП края;
с 1955 по 1956 г.г. начальник политотдела края.
В 1956 году он с отличием заочно заканчивает исторический факультет Ставропольского пединститута.

### Служба в Кисловодске
С 1956 года Б. К. Елисов работает начальником Кисловодского городского отдела милиции, который за сравнительно короткое время выводит в число передовых в крае. Опыт работы Елисова изучается министерством внутренних дел РСФСР, после чего используется в масштабах республики. Безусловно, служба в этом непростом городе со сложной оперативной обстановкой явилась стартовой площадкой для будущего заместителя министра внутренних дел страны. Здесь он глубоко изучил милицейскую службу, осознал и проверил на практике весомую роль общественности в предупреждении и борьбе с преступностью. Впоследствии на протяжении всей своей службы развивал и укреплял это важное направление.

### Служба заместителем начальника УООП Ставропольского края
В 1960 году Елисова назначают заместителем начальника УООП Ставропольского края. В этом многонациональном крае фактически он был первым заместителем начальника УООП края и курировал как криминальный, так и блок общественной безопасности. В крае он прослужил 20 лет, пройдя путь от начальника паспортного стола до заместителя начальника УООП.

### Служба в ЧИАССР
В период работы Елисова в этой республике была внедрена новая система охраны общественного порядка, по-новому заработала ночная милиция и подвижные милицейские группы. За время службы Елисова для сотрудников МВД был построен лучший госпиталь на Северном Кавказе. Опыт службы, приобретенный им в ЧИ АССР, ему пригодился в Афганистане.

### Служба в Ростовской области
В 1970 году Елисова назначают начальником УВД Ростовской области, где под его руководством осуществляется коренная перестройка всех служб УВД. Акцент делается на создание специальных подразделений (был создан полк подвижных милицейских групп в Ростове и других крупных городах области), а также на работу с населением (создавались общественные пункты правопорядка, которые превратились в центры профилактической работы и др.) и на другие важные направления в деятельности органов внутренних дел. Применяются новые формы и методы в организации службы в борьбе с преступностью. В результате этих мер значительно улучшился общественный порядок, раскрываемость и предупреждение преступлений. По инициативе Елисова и с его непосредственным участием в г. Ростове-на-Дону была открыта школа милиции.

### Служба в центральном аппарате МВД СССР
Осенью 1975 года Елисова после 30 лет службы в сложных и тяжелых регионах СССР, где он прошёл все ступени милицейской службы: работал руководителем МВД в республике и начальником УВД области, переводят в центральный аппарат МВД СССР. Его назначают начальником УАСМ (Управление административной службы милиции), которое через несколько месяцев под его руководством было преобразовано в ГУООП (Главное управление охраны общественного порядка) и со временем становится ведущим Главком в системе МВД. Работая в МВД, все лучшее и проверенное временем он внедряет в масштабах Союза:
— в 1978 году осуществляется коренная реорганизация патрульно-постовой службы, которая выделяется в самостоятельную структуру. Впервые в истории МВД создаются строевые подразделения, специально предназначенные для патрулирования улиц. В итоге раскрытие каждого третьего преступления осуществлялось с участием строевых подразделений;
— мощное развитие получили и другие важные направления, входящие в структуру Главка. Это отдел, обеспечивающий работу разрешительной системы, паспортный, ОВИР, отдел по организации взаимодействия милиции с добровольными народными дружинами и др.

### Служба заместителем министра внутренних дел СССР
В январе 1980 года Б. К. Елисова назначают заместителем министра внутренних дел СССР. Он курирует блоки общественной безопасности и криминальный и другие важные направления. Кроме того, на протяжении более 8 лет он бессменно отвечает за работу МВД СССР в Афганистане, где идет гражданская война. В Афганистане под его руководством создается легендарный отряд «Кобальт». В целях обеспечения общественного порядка Елисов является одним из инициаторов создания ОМОНа; усиления роли участковых инспекторов и одновременно активизирует взаимодействие с общественными формированиями. В ГУООПе был создан специальный отдел, который занимался этой важной работой. Впоследствии этот отдел был преобразован в Управление «По руководству УУМ (участковых уполномоченных милиции) и взаимодействию с общественными организациями». В перестроечный период Елисов занимается урегулированием межнациональных конфликтов и ликвидацией массовых беспорядков (Алма-Ата, Нагорный Карабах и др.).
В 1986 году Б. К. Елисов, при ликвидации последствий Чернобыльской АЭС, работая в самом эпицентре, получил большую дозу радиации, в результате чего в ногах «ожили» осколки от фаустпатрона. После этого его здоровье стало ухудшаться. В результате тяжелой и продолжительной болезни 5 июня 1989 года умирает. Похоронен в г. Москве на Троекуровском кладбище.

## Специальные звания
Полковник милиции, присвоено в 1962 году, заместитель начальника УООП Ставропольского края.
Комиссар милиции 3-го ранга, присвоено в 1967 году, министр внутренних дел ЧИАССР.
Генерал-лейтенант милиции, присвоено в 1975 году, начальник УВД Ростовской области.
Генерал-полковник внутренней службы, присвоено в 1984 году, заместитель министра внутренних дел СССР.
Служебный путь Б. К. Елисова от комиссара 3-го ранга до генерал-полковника внутренней службы составил 17 лет.

## Награды и почётные звания
СССР:
- Орден Красного Знамени
- Орден Отечественной войны I степени
- 2 Ордена Трудового Красного Знамени
- Орден Славы III степени
- 2 Ордена Красной Звезды
- Медаль «За боевые заслуги»
- Медаль «За освобождение Варшавы»
- Медаль «За взятие Берлина»
- Заслуженный работник МВД СССР
- 29 медалей

Иностранные:
- Орден «За заслуги перед Отечеством» (ГДР) I степени — был вручён лично Хоннекером
- Орден Красного Знамени (Афганистан)

## Память
- 10 ноября 2012 года в память о Елисове на здании отдела полиции города Благодарный была установлена мемориальная доска. На ней указано[3]:

В этом здании с 1946 г. по 1948 г. начальником паспортного стола работал Елисов Борис Кузьмич — уроженец г. Благодарного, участник Великой Отечественной войны, который с 1980 года по 1989 год был заместителем министра внутренних дел СССР в звании генерал-полковника внутренней службы.

- 6 мая 2014 года в память о Елисове на здании ГУВД Ростовской области была установлена мемориальная доска. На ней указано:[4]

В этом здании с 1970 г. до 1975 г. проходил службу в должности начальника УВД Ростовского облисполкома участник Великой Отечественной войны генерал-полковник внутренней службы Елисов Б. К. С 1980 г. по 1989 г. — заместитель Министра внутренних дел СССР.

- 28 июля 2015 года в память о Елисове на здании отдела полиции города Кисловодск была установлена мемориальная доска.

Издан буклет, в котором подробно рассказано о его жизненном и служебном пути.
В музеях УВД, ГУВД, в которых служил, в учебных заведениях, где учился Б. К. Елисов, имеются уголки памяти. Кроме того, аналогичные места памяти, посвященные Елисову, есть и в других подразделениях МВД РФ.
В память о Елисове ежегодно в ГУВД Ростовской области учреждается приз лучшему подразделению и сотруднику Главка.
В 1996 году Б. К. Елисову присвоено звание «Почётный гражданин города Благодарного».

### Воспоминания родственников и сослуживцев
- З. К. Елисова, сестра:

…С войны брат пришёл весь израненный, особенно сильно пострадали ноги. Благодаря своему могучему здоровью и молодости он быстро поправился. В 1946 году пошёл служить в милицию и всю свою дальнейшую жизнь связал с органами внутренних дел.

- М. А. Дахкильгов, полковник милиции в отставке:

… Осенью 1966 года Бориса Кузьмича назначают министром внутренних дел ЧИАССР. Полковник милиции Елисов Борис Кузьмич оказался высокоодаренным, властным, принципиальным, исключительно трудоспособным, справедливым и очень чутким руководителем. Оценивал сотрудников только по деловым и нравственным качествам, отличался не предубежденностью к национальным кадрам. Такого компетентного и добропорядочного руководителя, как генерал-полковник Борис Кузьмич Елисов, я больше не встречал, хотя только в бывшей Чечено-Ингушетии проработал под руководством ещё восьми министров внутренних дел.

- С. М. Гулябзой, бывший министр внутренних дел Афганистана:

Руководящая деятельность Елисова постоянно оказывала многостороннее воздействие на становление и развитие народного царандоя (милиции).

- О. А. Галустьян, генерал в отставке:

… Елисов Борис Кузьмич, заместитель министра. Курировал блок охраны общественного порядка. Выдвинулся с самых низов, с «земли». Был министром внутренних дел Чечено-Ингушетии. Практически ликвидировал бандитизм в республике, действуя отнюдь не репрессиями. Потом возглавлял УВД Ростовской области, оттуда Щелоков взял его в аппарат. Сильная личность. Я с ним близко познакомился, когда проводил сборы сотрудников внутренних дел перед отправкой в Афганистан, а он курировал эту работу. Месяцами сидели с ним в Ташкенте, готовили бойцов отряда «Кобальт».

- В. В. Огородников, бывший начальник Главного управления обеспечения общественного порядка МВД России, бывший начальник ГУВД Московской области:

Главную задачу, которую Елисов поставил передо мной — это организация работы участковых уполномоченных и взаимодействие с общественными формированиями, в первую очередь с ДНД.

- Н. И. Демидов, заместитель министра внутренних дел СССР:

…Что лично мне запомнилось из крупных начинаний Бориса Кузьмича. Сегодня уже мало кто знает, что именно с его именем связано рождение подвижных милицейских групп, именно Елисов был из инициаторов-подвижников создания будущих ОМОНов — отрядов милиции особого назначения.

## Интересные факты
Б. К. Елисов, несмотря на то, что в советское время, как правило, заместители министра внутренних дел СССР назначались после прохождения партийной школы, не работал в этих и других структурах.
Был заместителем у четырёх министров внутренних дел СССР.
Служебный путь он начал с глубинки с должности начальника паспортного стола, пройдя все колдобины милицейской жизни, до назначения на высокую и ответственную должность. При этом вся его деятельность на протяжении более 43-летней службы была связана только с органами внутренних дел.
Из девяти орденов у Б. К. Елисова 6 боевых.
В истории МВД СССР из лиц, занимавших должность заместителя министра внутренних дел, только Б. К. Елисов был награждён орденом Славы 3-й степени (за взятие Берлина).
Более 8 лет бессменно отвечал за работу МВД в республике Афганистан.
Умел разрешать, урегулировать тяжелые ситуации (массовые беспорядки, межнациональные конфликты) без применения оружия. Например, в 1986 году декабрьские события в столице Казахстана, где ему многие большие руководители рекомендовали осуществить ввод танков, которым он ответил:

...Ввод танков — это прямой путь к гражданской войне, я на это никогда не пойду.